# フォルカー・ライヒェルト

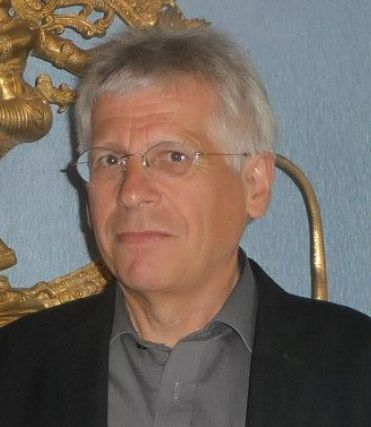
フォルカー・ライヒェルト、2013年

フォルカー・ライヒェルト（Folker Reichert, 1949年6月4日 - ）は、ドイツの歴史学者。
ヨーロッパ中世の旅行記・中世ヨーロッパ人の世界観などをテーマにした著作多数。ドイツにおけるマルコ・ポーロ研究の第一人者。日本とアメリカ・ヨーロッパの交流をテーマに論文を多数発表している。

## 経歴
フュルトに生まれ、ヴュルツブルク大学・ハイデルベルク大学で歴史学・ドイツ文学・ラテン語を専攻し、1975年に教員採用国家試験に合格してハイデルベルク大学を卒業。しかし教員にはならず、博士課程に進んだ。
1982年、ハイデルベルク大学で博士号を取得した後、1982年から83年までドイツ学術交流会 (DAAD) から、ハイデルベルク大学との交流協定があった上海外国語学院（現上海外国語大学）に派遣され、ドイツ史・ドイツ文学を教えた。
1990年ハイデルベルク大学にて教授論文を提出し、大学教授資格を取得。教授論文の「中国との出会い－中世における東アジアの発見」は、1992年にドイツ歴史家協会賞を受賞した。ドレスデン工科大学・ケルン大学・ボン大学などで教鞭を執ったのち、1994年にシュトゥットガルト大学歴史学科に正教授として就任。2011年9月から半年間、アルフリード・クルップ学術財団から招聘を受け、特別研究員 (Fellow) としてグライフスヴァルトに滞在する。2012年10月にシュトゥットガルト大学を退官以後も、研究・執筆活動を続けている。
2006年、上海の同済大学に客員教授として招聘される。2005年に著書の『世界の体験』（原題 Erfahrung der Welt）の日本語訳が法政大学出版局から出版されたことをきっかけに、2008年4月から翌年3月までの一年間、教授として横浜国立大学に招聘され、ドイツ文化史・ドイツ語を教授。さらに2009年にはタイ・バンコクのチュラーロンコーン大学でドイツ現代史・東西交流などについて講義を持った。
ライヒェルトは中世後期を自身の研究テーマの中心に置いているが、中世の法制史を始め、中世のアジアとヨーロッパ、世界発見の歴史、異国・異文化の認識、エルサレム巡礼、20世紀の中世研究など、多彩なテーマについて幅広く研究成果を発表している。上海の滞在をきっかけに、東アジア地域への学術的興味が生まれ、研究の対象にしてきた。
またライヒェルトは近・現代史へも強い関心を持ち、アイケ・ヴォールガストとの共著で、ハイデルベルク大学の歴史学者カール・ハンペが遺した第一次世界大戦中の日記を編集・出版し、後にハンペの自伝も執筆した。

## 著作
（年代順）
- Shanghai. Stadt über dem Meer (= Heidelberger Bibliotheksschriften. Bd. 17). Heidelberger Verlags-Anstalt und Druck, Heidelberg 1985, ISBN 3-920431-35-9 (2., erweiterte und überarbeitete Auflage. Winter, Programm Heidelberger Verlags-Anstalt, Heidelberg 1996, ISBN 3-8253-7023-2).
  - ジークフリート・エングラートとの共編 『上海－海の上の町』1985年ハイデルベルク大学図書館叢書 第17巻、ハイデルベルガー印刷・出版社 ISBN 3-920431-35-9 1996年 改定・増補第2版 ハイデルベルガー・ヴィンター出版社
- Diesseits der Mauer. Bilder aus China (= Die bibliophilen Taschenbücher. Bd. 490). Harenberg, Dortmund 1986, ISBN 3-88379-490-2 (3. Auflage. ebenda 1990).
  - 『長城のこちら側 －中国写真集』1986年 ドルトムント・ハーレンベルク出版社 書籍愛好文庫本シリーズ 第490号（1990年 第3版まで増補）ISBN 3-88379-490-2
- Die Reise des seligen Odorich von Pordenone nach Indien und China. (1314/18–1330). Manutius-Verlag, Heidelberg 1987, ISBN 3-925678-04-2.
  - 『オドリコ・ダ・ポルデノーネのインド・中国への旅行記』1987年 ハイデルベルク・マヌティウス出版社、ISBN 3-925678-04-2
- Thailand. Land der Freien (= Die bibliophilen Taschenbücher. Bd. 554). Harenberg, Dortmund 1988, ISBN 3-88379-554-2.
  - 『写真集 自由の国 タイ』1988年 ドルトムント・ハーレンベルク出版社 書籍愛好文庫本シリーズ 第554号、ISBN 3-88379-554-2
- Begegnungen mit China. Die Entdeckung Ostasiens im Mittelalter (= Beiträge zur Geschichte und Quellenkunde des Mittelalters. Bd. 15). Thorbecke, Stuttgart 1992, ISBN 3-7995-5715-6 (Zugleich: Heidelberg, Universität, Habilitations-Schrift, 1989/1990).
  - 『中国との出会い－中世における東アジアの発見』（中世史・文献史料研究論集　第15巻）1992年 シュトゥットガルト・トーアベッケ出版社、ISBN 3-7995-5715-6
- als Herausgeber mit Gerhard Faix: Eberhard im Bart und die Wallfahrt nach Jerusalem im späten Mittelalter (= Lebendige Vergangenheit. Bd. 20). Kohlhammer. Stuttgart 1998, ISBN 3-17-015380-3.
  - ゲルハルト・ファイクスとの共著『エーバーハルト髭公の中世後期エルサレム巡礼の旅』（生き続ける過去 第20巻）1998年 シュトゥットガルト・コールハンマー出版社、ISBN 3-17-015380-3.
- mit Gerrit J. Schenk: Athos. Reisen zum Heiligen Berg 1347–1841 (= Fremde Kulturen in alten Berichten. Bd. 12). Thorbecke, Stuttgart 2001, ISBN 3-7995-0611-X.
  - ゲリット・J・シェンクとの共著『アトス 聖なる山への旅 1347年から1841年までの旅行記』（異文化と旅行記 第12巻）2001年 シュトゥットガルト・トーアベッケ出版社、ISBN 3-7995-0611-X.
- Erfahrung der Welt. Reisen und Kulturbegegnung im späten Mittelalter. Kohlhammer, Stuttgart u. a. 2001, ISBN 3-17-014997-0 (Rezension).
  - 『世界の体験－中世後期における旅と文化的出会い』オリジナルドイツ語版 2001年 シュトゥットガルト・コールハンマー出版社、ISBN, 3-17-014997-0. 井本晌二・鈴木麻衣子訳、2005年 法政大学出版局、叢書ウニベルシタス819号 ISBN 4-588-00819-6
- als Herausgeber mit Eike Wolgast: Karl Hampe: Kriegstagebuch 1914–1919 (= Deutsche Geschichtsquellen des 19. und 20. Jahrhunderts. Bd. 63). Oldenbourg, München 2004, ISBN 3-486-56756-X.
  - アイケ・ヴォールガストとの共編『カール・ハンペ 戦時日記（1914年から1919年）』19世紀・20世紀のドイツ史文献資料 第63巻 2004年 ミュンヘン・オルデンブルク出版社、ISBN 3-486-56756-X.
- Die Reise des Pfalzgrafen Ottheinrich zum Heiligen Land 1521. Pustet, Regensburg 2005, ISBN 3-7917-1964-5.
  - 『プファルツ選帝侯オットハインリヒの聖地巡礼記（1521年）』2005年 レーゲンスブルク・プーステト出版社、ISBN 3-7917-1964-5.
- mit Helmut Brall-Tuchel: Rom – Jerusalem – Santiago. Das Pilgertagebuch des Ritters Arnold von Harff (1496–1498). Nach dem Text der Ausgabe von Eberhard von Groote übersetzt, kommentiert und eingeleitet. Böhlau, Köln u. a. 2007, ISBN 978-3-412-20026-8 (3., durchgesehene Auflage. ebenda 2009).
  - ヘルムート・ブラル‐トゥーヘルと共著『ローマ - エルサレム - サンティアゴ 騎士アーノルド・フォン・ハルフの巡礼の旅（1496年 - 1498年）』エーバーハルト・フォン・グローテ版を元に、翻訳と注釈、及び序文。2007年 ケルン・ベーラウ出版社（2009年 校訂第3版）、ISBN 978-3-412-20026-8
- mit Robert Bohn u. a.: Fernhandel in Antike und Mittelalter (= Damals 2008, Sonderbd.). Theiss, Stuttgart 2008, ISBN 978-3-8062-2148-0.
  - ロベルト・ボーン他と共著 『古代と中世の遠隔地交易』（ダーマールス2008年特別号）2008年 シュトゥットガルト・タイス出版社、ISBN 978-3-8062-2148-0.
- Gelehrtes Leben. Karl Hampe, das Mittelalter und die Geschichte der Deutschen. (= Schriftenreihe der Historischen Kommission bei der Bayerischen Akademie der Wissenschaften. Bd. 79). Vandenhoeck & Ruprecht, Göttingen 2009, ISBN 978-3-525-36072-9.
  - 『学者カール・ハンペ、中世とドイツ人の歴史』バイエルン学術協会発行、歴史学会叢書 第79巻、2009年 ゲッティンゲン・ヴァンデンヘク&ルプレヒト出版社、ISBN 978-3-525-36072-9.
- Das Bild der Welt im Mittelalter. Primus, 2013. ISBN 978-3-86312370-3
  - 『中世の世界像』2013年 プリムス出版社